# Romantic Classics
| Оценки критиков | Оценки критиков |
| Источник        | Оценка          |
| --------------- | --------------- |
| AllMusic        | [ 1 ]           |

Romantic Classics (англ. Романтическая классика) — студийный альбом Хулио Иглесиаса, выпущенный в 2006 году на лейбле Columbia Records.
Альбом представляет слушателю перепевки популярных песен про любовь из 1960-х, 70-х и 80-х годов.

## Музыкальная критика
Как пишет Мариса Браун в своей рецензии на сайте AllMusic. на этом альбоме сентиментальный Хулио Иглесиас, «мастер баллады», поработал на расширение своего будущего музыкального наследия, найдя «самые приторные/сверхсентиментальные песни  1960-х, 70-х и 80-х» и записав их для нас. На этом альбоме Иглесиас собрал песни, которые по мнению певца должны стать будущими поп-стандартами (часто исполняемой классикой). Среди песен: «Right Here Waiting» Ричарда Маркса, «How Can You Mend a Broken Heart?» группы Bee Gees и две песни рок-группы Foreigner — «Waiting for a Girl Like You», «I Want to Know What Love Is».

## Список композиций
| №                   | Название                           | Длительность |
| ------------------- | ---------------------------------- | ------------ |
| 1.                  | «Everybody's Talking»              | 2:44         |
| 2.                  | «How Can You Mend a Broken Heart?» | 3:51         |
| 3.                  | «Careless Whisper»                 | 4:16         |
| 4.                  | «Always on My Mind»                | 3:43         |
| 5.                  | «Waiting for a Girl Like You»      | 4:03         |
| 6.                  | «Drive»                            | 3:54         |
| 7.                  | «I Want to Know What Love Is»      | 4:17         |
| 8.                  | «Right Here Waiting»               | 4:03         |
| 9.                  | «This Guy's in Love with You»      | 3:46         |
| 10.                 | «The Most Beautiful Girl»          | 3:09         |
| 11.                 | «It's Impossible»                  | 3:11         |
| Общая длительность: | Общая длительность:                | 40:57        |

## Чарты
| Чарт (2006)                    | Наив. поз. |
| ------------------------------ | ---------- |
| UK (Official Charts Company)   | 42         |
| US (Billboard 200)             | 43         |
| US (Billboard Top Album Sales) | 43         |